# ثابت (ریاضیات)

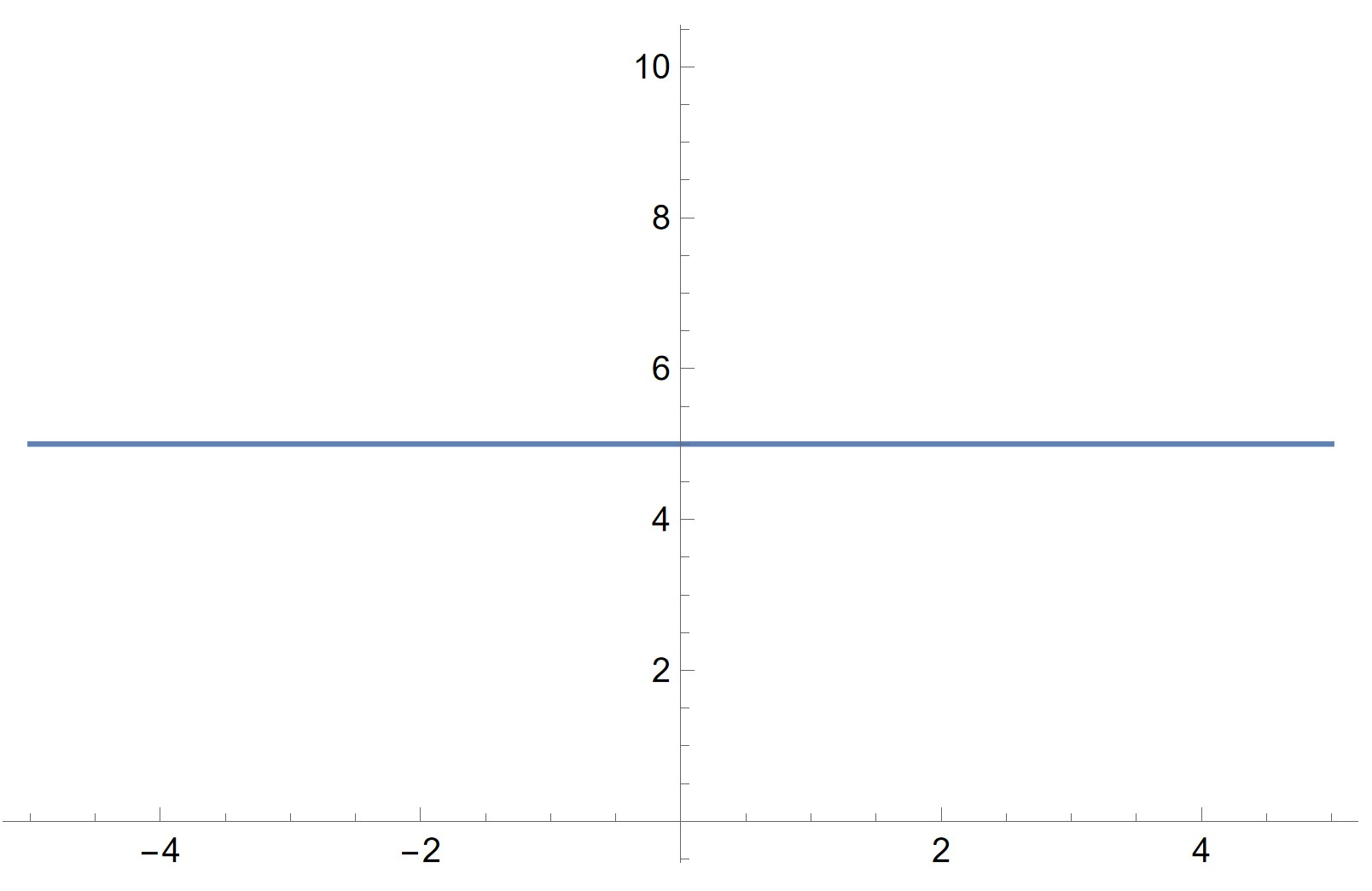
ثابت ها

در ریاضیات، کلمه ثابت می تواند معانی متعددی داشته باشد. به عنوان یک صفت، می تواند به عدم-تغییر (یعنی تغییر نکردن نسبت به مقداری دیگر)؛ و به عنوان اسم، می تواند این دو معنی را داشته باشد:
- یک عدد خوش تعریف یا دیگر اشیاء ریاضیاتی که تغییر نمی کنند.[۱] عبارت ثابت ریاضیاتی یا ثابت فیزیک نیز برخی مواقع در همین معنا به کار می روند.
- یک تابع که مقدارش بدون تغییر باقی بماند (یعنی تابع ثابت).[۲] چنین ثابتی را اغلب به وسیله یک متغیر نشان می دهند که به متغیر(های) اصلی مسئله وابستگی ندارد. به عنوان مثال چنین حالتی در ثابت انتگرال گیری دیده می شود، که تابع ثابت دلخواهی (یعنی تابعی که وابسته به متغیر انتگرال گیری نیست) است که به پادمشتق خاصی اضافه شده تا تمام پادمشتق های تابع داده شده را بدست آورد.

به عنوان مثال، یک تابع مربعی را اغلب به این صورت نمایش می دهند:
{\displaystyle ax^{2}+bx+c\,,}
که در آن {\displaystyle a} و {\displaystyle b} و {\displaystyle c} ثابت اند (یا پارامتر اند)، و {\displaystyle x} یک متغیر است، یعنی به جای آن مقدار ورودی تابع مورد مطالعه قرار می گیرد. راه صریح تری برای نمایش این تابع به این صورت است:
{\displaystyle x\mapsto ax^{2}+bx+c\,,}
که وابستگی تابع به متغیر ورودی {\displaystyle x} را با وضوح بیشتری نمایش می دهد (همینطور ثابت بودن {\displaystyle a} و {\displaystyle b} و {\displaystyle c} را نیز نشان می دهد). از آنجا که {\displaystyle c} در جمله ای بدون {\displaystyle x} ظاهر شده، به آن جمله ثابت این چند جمله ای گفته شده و می توان آن را به عنوان ضریب {\displaystyle x^{0}} نیز تصور نمود. به طور کلی تر، هر جمله یا عبارت یک چندجمله ای از درجه صفر را ثابت در نظر می گیرند.: 18 

## وابستگی به زمینه
طبیعت وابستگی به زمینه مفهوم "ثابت" را می توان با مثال زیر از حسابان توضیح داد:
{\displaystyle {\begin{aligned}{\frac {d}{dx}}2^{x}&=\lim _{h\to 0}{\frac {2^{x+h}-2^{x}}{h}}=\lim _{h\to 0}2^{x}{\frac {2^{h}-1}{h}}\\[8pt]&=2^{x}\lim _{h\to 0}{\frac {2^{h}-1}{h}}&&{\text{since }}x{\text{ is constant (i.e. does not depend on }}h{\text{)}}\\[8pt]&=2^{x}\cdot \mathbf {constant,} &&{\text{where }}\mathbf {constant} {\text{ means not depending on }}x.\end{aligned}}}
"ثابت" به این معنی است که به متغیری وابسته نیست؛ یعنی با تغییر آن متغیر، تغییر نکند. در خط دوم بالا، به این معنی است که به h وابسته نیست؛ در خط سوم، به این معنی اس که وابسته به x نیست. یک ثابت در یک زمینه محدود، ممکن است در محدوده گسترده تری دیگر ثابت نباشد. پس مهم این است که ثابت بودن را نسبت به چه متغیر یا متغیر هایی در نظر بگیریم